# کالج شهر برکلی
کالج شهر برکلی (انگلیسی: Berkeley City College) یک کالج عمومی در برکلی، کالیفرنیا است. این مؤسسه بخشی از سیستم کالج‌های اجتماعی کالیفرنیا و ناحیه کالج جامعه پرالتا است. کالج شهر برکلی توسط کمیسیون اعتباربخشی برای کالج‌های جامعه و جونیور تأیید شده است.